# 亨利·哈本丁
亨利·C·哈本丁（英語：Henry Cosad Harpending，1944年1月13日—2016年4月3日）是一位美国人类学家，犹他大学教授，美国国家科学院院士，科普作品有《一万年的爆发：文明如何加速人类进化》（The 10,000 Year Explosion: How Civilization Accelerated Human Evolution，与格雷戈里·柯克伦合著，2009年出版）等。